# Магсудова, Сельджан Джавид кызы
Сельджан Джавид кызы Магсудова (азерб. Selcan Cavid qızı Mahsudova; род. 28 августа 2003) — азербайджанская гимнастка. Член национальной сборной Азербайджана по гимнастике.

## Карьера
Родилась 28 августа 2003 года.
Является членом детско-юношеской школы олимпийского резерва по гимнастике.
Тренером является Владимир Шуликин.
Мастер спорта Азербайджана.
Выступает в дисциплине «прыжки на батуте».
В 2016 году заняла 2 место на 15 Открытом Балтийском турнире (Висагинас, Литва).
В 2017 году заняла 3 место в индивидуальной программе на Славянских играх (Минск, Беларусь).
В 2018 году в индивидуальных упражнениях заняла второе место на международном турнире в Батуми, (Грузия) и второе место на международном турнире в Брешии (Италия).
В октябре 2021 года на чемпионате Турции (Измир) заняла первое место. 
В 2022 году на чемпионате Великобритании в Бирмингеме заняла 1 место в индивидуальных упражнениях.
На международном турнире «Dutch Trampoline Open 2022» (Алкмар, Нидерланды) заняла второе место в индивидуальных прыжках.
На кубке мира по гимнастике 2022 (Баку) заняла 2 место.
В 2022 году награждена кубком FIG.
В декабре 2023 года на международном турнире в Ташкенте (Узбекистан)  заняла 1 место в соревнованиях по батутной гимнастике.
На кубке мира по гимнастике 2023 (Баку) заняла 3 место.
В марте 2024 года на кубке мира по гимнастике 2024 (Алкмар, Нидерланды) в соревнованиях по батутной гимнастике заняла 1 место.
На турнире «Dutch Trampoline Open 2024» (Алкмар, Нидерланды) в марте 2024 года завоевала золотую медаль в индивидуальной программе.
В марте 2024 года завоевала лицензию на Летние Олимпийские игры 2024. Это стало первой лицензией Азербайджана на Олимпийских играх в прыжках на батуте.